# Culto della Santissima Concezione a Firenze
La festa dell'Immacolata Concezione si celebrava già nel V secolo in Oriente e poi si diffuse anche in Occidente. Nel 1263 San Bonaventura ordinò di celebrare la festa della Immacolata Concezione di Maria in tutte le chiese del suo Ordine. A Firenze il culto arrivò nel 1436.

## Nuper rosarum flores
L'inaugurazione di Santa Maria del Fiore di Firenze avvenne il 25 marzo 1436 e, per l'occasione, fu cantata la melodia a quattro voci Nuper rosarum flores in onore della Madonna e della città, Fiorenza. Nel 1439 il Concilio ecumenico si tenne nella chiesa di Santa Maria Novella, col papa Eugenio IV e con l'imperatore bizantino Giovanni Paleologo.

## Festa della Santissima Concezione

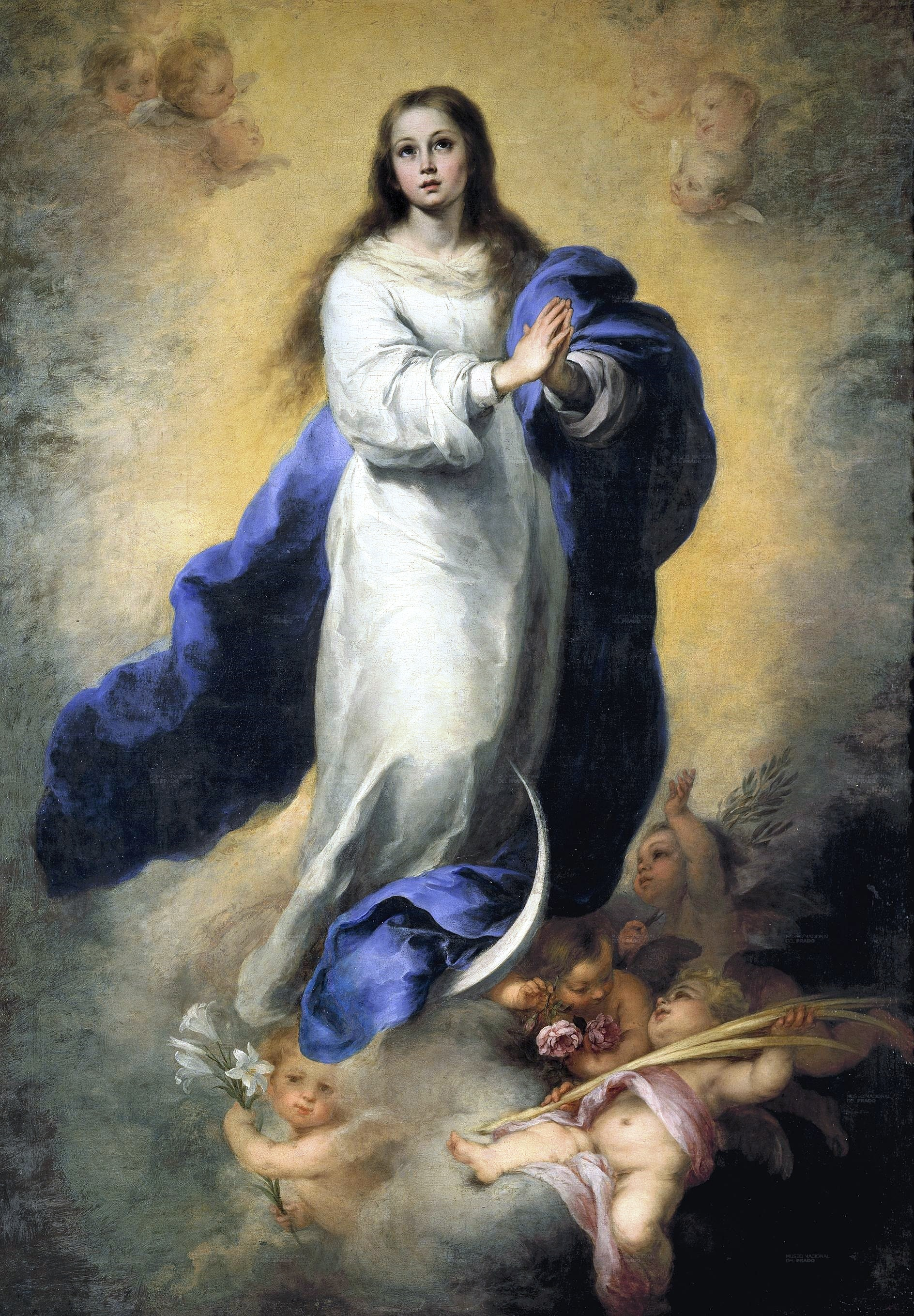
L'Immacolata concezione, di Murillo

La Repubblica fiorentina, nel 1440, fissò per la città la celebrazione della Santissima Concezione all'8 dicembre e stabilì che la Signoria si recasse, in quel giorno, in Santa Maria del Fiore, per partecipare alla festa religiosa. Si chiedeva alla Madonna la cessazione della peste che infestava varie zone d'Europa.

## Consacrazione della città
Il 9 febbraio 1527 fu votata la proclamazione del Signore Dio Ottimo Massimo Re e Governatore di questa città e della Sua Vergine Immacolata Madre Maria come Regina su proposta del Gonfaloniere Niccolò Capponi e fu deciso di fare incidere, a lettere d'oro, i loro santissimi nomi sulla porta del palazzo pubblico a perpetua memoria della cosa.

## Decreto del 1527
Il 6 dicembre 1527 la Repubblica fiorentina rinnovò il decreto del 1440 e dichiarò: questa nostra città...ha ottenuto che lo onnipotente et immortale Idio habbi revocato il durissimo flagello della peste et per non essere ingrati di tali beneficii...l'octavo dì del mese di dicembre ogni anno in perpetuo in futuro, nel qual dì si celebra la devotissima festività della Conceptione della gloriosa Vergine Maria, s'intenda essere et sia feriato libero et sicuro nella città di Firenze per ciascun debito pubblico et privato etiam per cessanti...qualunque persona, che non ardischa o presuma in modo alcuno in tal giorno tenere la sua bottega o exercitii aperti o a sportello sotto pena di fior.X larghi d'oro...ogni anno...fare celebrare nella chiesa cattedrale una Messa solenne...et debbino fare pagare alli Operai et Buoni Uomini di Sancto Martino lire trecento di piccioli...distribuire lire duegento a due fanciulle...da maritarsi...e cento a monasteri di Monache mendicanti.

## Digiuno
Il 7 maggio 1633 l'arcivescovo Pietro Niccolini scrive nel suo editto: E per eterna memoria dei benefizi fin ora ricevuti dalla gran Madre Vergine, al cui petto respira e vive Firenze, comandiamo un digiuno perpetuo et universale a tutti nella vigilia dell'Immacolata Concezione.

## Altare nel Duomo di Firenze
A Firenze si radunava molta folla attorno ad un piccolo tabernacolo con l'immagine della Madonna. Le Autorità provvidero alla sua rimozione il 29 agosto 1796. Questa immagine fu portata in Duomo, con una processione di dodici sacerdoti, chierici salmodianti e persone devote e fu posta sull'altare di sant'Antonio, che da allora fu chiamato altare della Concezione. Questo altare fu visitato anche da Carlo Emanuele IV re di Sardegna insieme alla regina Maria Clotilde e alla principessa Felicita, durante il loro soggiorno a Firenze. L'altare fu arricchito con un tabernacolo d'argento, lampade votive, un paliotto d'argento donato dai Cavalieri Priori dell'Ordine di Santo Stefano.

## Invocazioni alla Madonna
Nel 1848 anche alla Diocesi di Firenze fu concesso di aggiungere alle litanie lauretane l'invocazione Regina sine labe originali concepta e la Colletta Concede nelle Messe.